# 1972 год в науке
В 1972 году были различные научные и технологические события, некоторые из которых представлены ниже.

## События
- 4 февраля — Mariner 9 посылает фотографии с Марса.
- 21 февраля — АМС «Луна-20» совершила мягкую посадку на поверхности Луны.
- 3 марта — выпуск зонда (Pioneer 10) к Юпитеру.
- 16 апреля — запуск ПКК Аполлон 16.
  - 21 апреля — лунный модуль совершил посадку. Собрано 94,7 кг лунных пород.
  - 27 апреля — астронавты вернулись на Землю.
- 7 декабря — запущен Аполлон 17.
  - 11 декабря — лунный модуль совершил посадку. Собрано 110,5 кг лунных пород. В ходе этой экспедиции произошла последняя на сегодня высадка на Луну.
  - 19 декабря — астронавты вернулись на Землю.

## Достижения человечества

### Изобретения
- Изобретение Prozac американской компанией Eli Lilly and Company.
- Ален Кольмероэ (Alain Colmerauer) и Филипп Руссэль (Philippe Roussel) создают язык Пролог.
- Компьютерная томография: Годфри Ньюболд Хаунсфилд.
- Цифровая запись аудиосигнала: фирма Denon.

### Новые виды животных
- Животные, описанные в 1972 году

## Награды
- Нобелевская премия
  - Физика — Джон Бардин, Леон Нил Купер и Джон Роберт Шриффер — «За создание теории сверхпроводимости, обычно называемой БКШ-теорией».
  - Химия — Кристиан Бемер Анфинсен — «За работу по исследованию рибонуклеазы, особенно взаимосвязи между аминокислотной последовательностью и её биологически активными конферментами»; Станфорд Мур и Уильям Хоуард Стайн — «За вклад в прояснение связи между химической структурой и каталитическим действием активного центра молекулы рибонуклеазы».
  - Медицина и физиология — Джералд Эдельман, Родни Портер — «За открытия, касающиеся химической структуры антител».
- Премия Тьюринга
  - Эдсгер Дейкстра — Эдсгеру Дейкстре принадлежит значительный вклад в конце 1950-х годов в разработку языка АЛГОЛ, язык программирования высокого уровня, ставший воплощением ясности и математической строгости. Он один из ярчайших представителей науки и искусства языков программирования во всей их общности, а также человек во многом способствовавший пониманию их структуры, представления и реализации. Его публикации в течение пятнадцати лет охватывают широкий спектр тем от теоретических статей по теории графов до базовых руководств, описаний и философских размышлений в области языков программирования.

- Премия Бальцана

- Большая золотая медаль имени М. В. Ломоносова
  - Николай Иванович Мусхелишвили — за выдающиеся достижения в области математики и механики.
  - Макс Штеенбек (академик Академии наук Германской Демократической Республики) — за выдающиеся достижения в области физики плазмы и прикладной физики.

## Скончались
- 21 июня — Эрвин Нестле, немецкий протестантский богослов; сын Эберхарда Нестле — директора евангелической семинарии[нем.], отец математика Фрица Нестле[нем.][1].
- 24 сентября — Адриан Фоккер нидерландский физик, усовершенствовавший метод, впервые использованный Эйнштейном для описания броуновского движения — хаотического зигзагообразного движения мельчайших частиц, взвешенных в жидкости (уравнение Фоккера-Планка).
- 1 октября — Луис Лики кенийский антрополог и археолог.
- 26 октября — Игорь Иванович Сикорский русский и американский учёный-авиаконструктор.
- 5 декабря — Ралука Рипан, румынский химик, первая женщина, избранная членом Румынской академии.
- 23 декабря — Андрей Николаевич Туполев, советский авиаконструктор, академик АН СССР.